# Павильон № 70 «Москва» на ВДНХ
Павильон № 70 «Москва» (также «Монреальский») — один из павильонов ВДНХ. Создавался для Экспо-67 в Монреале, пересобран в Москве к 1975 году.

## История
Советские архитекторы рассчитывали, что «Экспо-67» пройдёт в Москве, и в начале 1960-х предлагали приурочить к выставке и к 50-летию Октября радикальные проекты реконструкции города. Главный архитектор Москвы Михаил Посохин предлагал подвесить над искусственным озером сферический павильон размером с Главное здание МГУ. Однако уход Никиты Хрущёва привёл к отказу СССР от проведения выставки.
Расположенный на ВДНХ павильон № 70 был спроектирован как выставочный павильон СССР для международной выставки Экспо-67 в канадском Монреале. Создавали здание архитекторы Моспроекта-2 Михаил Посохин, Ашот Мндоянц, Борис Тхор. В работе принимали участие также инженер А. Кондратьев и главный художник Рудольф Кликс, которому ассистировали художники В. Макаревич, А. Шитикова, В. Дубанов, И. Языков, А. Немлихер, О. Ломако, А. Побединский, также при участии В. Воропаева и Ю. Шалаева.

### ЭКСПО-67
Ещё до открытия выставки организаторы Экспо опубликовали рекламный лист со словами: «Посмотрите, что строят русские всего в 40 милях от США. Как американец, вы должны увидеть это!». В результате советский павильон стал на той выставке одним из самых крупных и популярных — его посетили 12 млн человек, на 3 миллиона больше, чем соперничавший с ним дом-сферу работы Ричарда Бакминстера Фуллера. Почти всё для строительства — алюминий, стекло, дерево, эскалаторы — было привезено из СССР. Общие затраты советской стороны на участие в Экспо канадская пресса оценивала в 15-20 млн долларов.
Три этажа павильона вмещали 10 тысяч экспонатов. Нижний этаж был посвящён океану, средний — земле, а верхний отдали теме космоса. При входе экспозицию открывала карта электрификации СССР и интерактивный макет Красноярской ГЭС. Позади макета нависал барельеф В. И. Ленина работы скульптора Юрия Нероды. Среди других макетов зрители могли увидеть доменную печь Новолипецкого металлургического завода, первую атомную станцию, термоядерную установку «Токамак» и протонный ускоритель Института физики высоких энергий. На втором этаже располагались ремесленники — резчики из села Богородское и кружевницы из Вологды, которые работали на глазах посетителей выставки. На третьем этаже была размещена имитировавшая ощущение путешествия в космос конструкция под названием «Чечевица», вмещавшая 80 качающихся кресел и диораму с изображением полёта. Рядом размещались диорамы «Пейзаж планеты Венера» и «Панорама Луны», а также множество макетов космических кораблей, спутников и самолётов. В цокольном этаже находились макеты судов, макет морского нефтяного промысла и макет осетрового завода с живыми рыбами.

### ВДНХ
После окончания Экспо-67 было решено павильон СССР восстановить в Москве на территории ВДНХ у северного входа. Монтаж и демонтаж в Монреале выполняла итальянская компания Feal. Поскольку павильон не проектировался как сборно-разборный, ушло почти десять лет на то, чтобы воссоздать его в Москве. Каркас смонтировали к 1973 году, остекление только к 1975-му, бюджет строительства превысил общие затраты на строительство в Канаде. На ВДНХ здание отвели под временные выставки и дали соответствующее название — «Павильон межотраслевых выставок».
В начале 1990-х павильон переименовали в «Москву». Внутренние пространства отдали под торговлю десяткам мелких фирм и магазинов. За одеждой сюда приезжали со всей Москвы. В 2000-е «Москва» была малопопулярна: самыми частыми мероприятиями здесь стали выставки кошек. В 2009 году префект СВАО Ирина Рабер объявила о планах города разобрать павильон и отдать пространство под строительство нового выставочного комплекса. Глава Docomomo-Россия характеризовала ситуацию с планируемым сносом как «вопиющую и недопустимую», отмечая, что «Михаил Посохин является одним из важнейших зодчих XX века».
В 2016 году были подведены итоги конкурса на разработку концепции нового комплекса «Экспо» на ВДНХ. Территорией рядом с павильоном займётся одно из шести архитектурных бюро-победителей — Ginzburg Architects. Рядом с сохранённым Монреальским павильоном планируется возвести новое здание, объединяющее в один комплекс гостиницу и выставочный павильон.
|          |  |  |  |
| Экспо-67 |  |  |  |

## Архитектура
Прототипом павильона, созданного под руководством Посохина, стал нереализованный проект Константина Мельникова для Всемирной выставки 1964-1965 годов в Нью-Йорке, в которой Советский Союз не участвовал:
Посохин не раз пользовался моей казной, но особенно отличился изуродовав блестящую идею моего проекта павильона СССР для Нью-Йорка, построив в Монреале павильон СССР киоском кондитерских изделийКонстантин Мельников. Архитектура моей жизни. М. 1985
В то же время эскизы Мельникова, сохранившиеся в собрании музея архитектуры им. Щусева, указывают на то, что архитектор успел только найти идею, но не конкретное решение. Так, в пояснении к проекту он среди прочего писал, что «разительно открытый воздушный угол потребует борьбы с непогодой, и в разное время года появятся различного рода конструкции, защищающие экспонаты с росписью космоса». В противовес идее Мельникова монреальский павильон Посохина был реализован как полностью закрытая конструкция.
Монреальский павильон стал вторым модернистским советским павильоном на Экспо. Но в отличие от стеклянного здания-призмы, представленного на «Экспо-58» в Брюсселе, в новом здании удалось совместить лаконичность с высокой выразительностью. Сам Посохин в мемуарах вспоминал, что «не зная облика других павильонов, мы решили в архитектуре своего павильона выразить динамику, стремление вперед, полет».
Нависающий над входом объём крыши-трамплина держится на четырёх мощных стальных опорах, расположенных под углом к земле и образующих две буквы У. Стеклянная стена заметно наклонена вперёд, придавая зданию дополнительную динамику. В ночное время интерьеры освещались и становились абсолютно проницаемыми. С улицы просматривался нанесённый на потолок крыши узор реактивного самолёта, выложенный из алюминиевых пластин — отсылка к основной теме советской экспозиции на Экспо-67, которой был показ космических достижений и презентация сверхзвукового самолёта Ту-144.
Перед зданием была установлена композиция «Серп и молот» скульптора Николая Брацуна. 11-метровая скульптура не вернулась в Москву.
Посетители поднимались ко входу в павильон по эскалаторам. Внутреннее пространство павильона было разделено на три уровня, соединённых между собой эскалаторами. Они позволяли посетителям перемещаться по экспозиции нелинейно. В Москве входные эскалаторы были заменены массивной лестницей, ведущей на второй этаж. Само здание выросло на три этажа, потеряв часть своей оригинальной лёгкости.
|                                       |  |  |
| Павильон «Москва» в декабре 2014 года |  |  |